# Laboratoire de physique de Clermont-Ferrand
 (septembre 2016).
Si vous disposez d'ouvrages ou d'articles de référence ou si vous connaissez des sites web de qualité traitant du thème abordé ici, merci de compléter l'article en donnant les références utiles à sa vérifiabilité et en les liant à la section « Notes et références ».
Le laboratoire de physique de Clermont Auvergne (LPCA) est un laboratoire de l'université Clermont Auvergne associé, en tant qu'unité mixte de recherche, à l'Institut national de physique nucléaire et de physique des particules du Centre national de la recherche scientifique (CNRS).
Il a été créé en 1959 et est situé sur le campus des Cézeaux à Aubière, près de Clermont-Ferrand. 